# Buk (powiat Policki)
Buk (Duits: Böck) is een dorp in het Poolse woiwodschap West-Pommeren, in het district Policki. De plaats maakt deel uit van de gemeente Dobra en telt 250 inwoners.

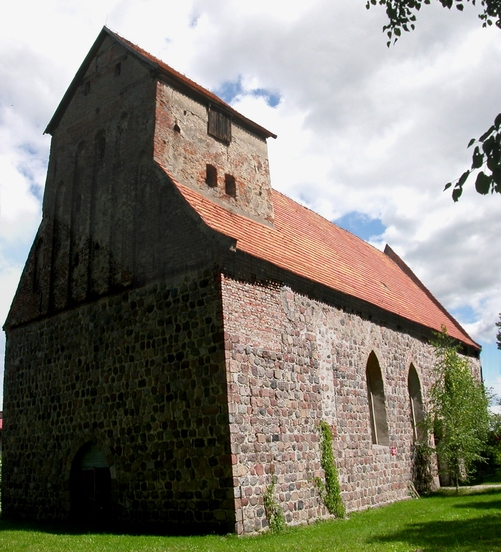
Kerk in Buk